# スリップノット
スリップノット（Slipknot）は、アメリカ合衆国で結成された9人組ヘヴィメタルバンド。

## 概要
バンド名直訳は「引き結び（輪が絞まる絞首刑や動物捕獲の結び方）」。あらゆるスタイルを融合させたヘヴィミュージックを得意とし、2000年代から世界各地で人気を博す。各メンバーが、それぞれ異なったユニークなマスクを被ってパフォーマンスをすることで有名。

## 略歴

### デビュー前
1995年9月、アイオワ州デモインで、ショーン・クラハン（パーカッション）と、ポール・グレイ（ベース）により、「The Pale Ones」のバンド名で結成。他のメンバーは、地元の音楽活動を通して知り合った、アンダース・コルセフニ（ボーカル）やドニー・スティール（ギター）で構成されていた。その後、バンド側は音の幅を広げたいと考え、ジョーイ・ジョーディソン（ドラム）とジョシュ・ブレイナード（ギター）が加入。こうしてメンバーは6人となり、結成年の12月4日に初めての有料ライブを開催した。1995年末には「Slipknot」を作曲し、ジョーイの提案でこの曲名がバンド名となる。
1996年2月、ドニーが脱退。ギターの代役として、クレイグ・ジョーンズが加入。しかしアルバム制作の過程で、バンドはサンプリングの専門役の必要性に気づき、クレイグがサンプラーとなり、ギタリストとしてミック・トムソンが加入する。
1996年10月31日、自主制作アルバム『Mate. Feed. Kill. Repeat.』を発表。

このアルバムの楽曲は一部のラジオ局などで放送されたものの、大手レーベルの関心を取り付けるには至らず、バンドは新たな作品の制作に取り掛かる。この頃にバンドは、よりメロディアスな歌唱力をもつボーカルの必要性を痛感し、結果としてデモインで活動していたバンド「ストーン・サワー」のコリィ・テイラーが新たにボーカリストとして加入し、アンダースはパーカッションに移る。
1997年9月、アンダースが脱退。パーカッションの代役として、グレッグ・ウェルツが加入。
1998年初頭、バンドは大手レーベルにデモ音源を送り、大手レーベルから大きな関心を引き寄せることに成功。新たなアルバムの制作を前にプロデューサーとしてロス・ロビンソンが招かれ、地元デモインでリハーサルが始まる。この直後に、バンドがその演奏技術に感動したことで、ディスクジョッキーとしてシド・ウィルソンが9人目のメンバーとしてバンドに参加する。
その後、ロードランナー・レコードより50万ドルでのデビューアルバムの制作を提案され、バンドは6月8日に契約。この2日後にグレッグが脱退。
1999年9月、バンドはパーカッションの代役としてクリス・フェーンを迎え、デビューアルバムのレコーディングのためにカリフォルニア州マリブに移動する。
しかし、レコーディングの大半が完了した時期に、ジョシュが脱退し、バンドは一度デモインに戻る。レコーディングを遂行する為のギターリストとして、急遽ストーンサワーからジム・ルートがバンドに参加する。

### デビュー後
1999年、1stアルバム『Slipknot』を発表。この系統のジャンルでは記録的なセールスを樹立、デビューと同時に本国アメリカのみならず、日本においても爆発的な人気を獲得し、レイジ・アゲインスト・ザ・マシーン、コーン、リンプ・ビズキット、マリリン・マンソンらに並ぶビッグネームにのし上がった。
2000年、2月初来日公演を行う。
2001年、2ndアルバム『Iowa』を発表。2002年にかけて「Iowa World Tour」と題された、バンド初のワールド・ツアーを果たす。この辺りからメンバー間の軋轢が表面化し、解散の噂も立ち起こった。
2004年、3rdアルバム『Vol. 3: （The Subliminal Verse）』を発表。2005年にかけて「The Subliminal Verses World Tour」と題されたワールドツアーを果たす。この時には以前見られた不和は解消されている。
2006年、第48回グラミー賞にて、シングル「Before I Forget」が「Best Metal Performance」賞を受賞。その後一時的に活動を停止、各々サイドプロジェクトなどに勤しんだ。
2008年、4thアルバム『All Hope Is Gone』を発表。
2010年5月24日、ポール・グレイが急逝。急遽会見が開かれた。ちなみに会見は、全メンバーがマスクを外した姿で行われた。
2011年、スペインの「Sonisphere Festival」に出演。ポールの代役として、元ギタリストのドニー・スティールが一時的に加入した。
2012年8月、自ら主催の「ノットフェス」を開催。
2013年12月12日、ジョーイが脱退。
2014年、後に正規メンバーとなるアレッサンドロ・ベンチュレラとジェイ・ワインバーグがサポートメンバーとして加入。
同年10月に同メンバーらを擁した5thアルバム『.5: The Gray Chapter』を発表。一部楽曲はドニーがベースを担当している。
2015年6月、コリィによると、10月にワールドツアーを終了させた後、メンバーのそれぞれのプロジェクトに専念させるために再び一時的な活動休止に入ることを計画していると発表。
2016年9月、「オズフェスト」と自ら主催の「ノットフェス」が合体した「OZZFEST Meets KNOTFEST」を開催。
2019年3月14日、報酬の一部未払いを巡り、クリスがバンドを提訴。4日後の18日にバンド側がクリスの解雇を発表。クリス解雇以降のライブやプロモーションビデオには、マイケル・パフが匿名でクリスのポジションに就いた。
2019年8月、6thアルバム『We Are Not Your Kind』を発表。
2021年11月、アルバムに先駆けたシングル「The Chapeltown Rag」が発表。2022年7月、7thアルバムの名前が『The End, So Far』であると公表。同時にジャケット、リリースの日程、トラックリスト、新たなシングル「The Dying Song (Time to Sing)」も発表され、ミュージックビデオも公開された。

## メンバー
9人のメンバーは個人のテーマに沿ったマスクを被り、主にジャンプスーツを着ている。当初のマスクは市販されている自家製のものだったが、2000年以降から3期まではスクリーミング・マッド・ジョージが製作している。
初期のメンバーにはそれぞれナンバリングが施されていた。

### 現メンバー
- シド・ウィルソン (Sid "DJ StarScream" Wilson) #0: ターンテーブル、キーボード

1998年バンドに加入。バンド・コンセプトにおける中心人物。ギターやドラムに合わせた高速のスクラッチ奏法を得意とする。ライブではソロ演奏も担当することがある。マスクはガスマスク風、ドクロ風、SF風のメカニカルなものなど。アニメトランスフォーマーの大ファン。
ステージ上では暴れまわるような派手なパフォーマンスを行い、時には客席にダイブをすることもある。このため頻繁に骨折などの怪我を負っている。
- ジェイムズ・ルート（英語版） (James "Jim" Root) #4: ギター

1971年10月2日生まれ。1999年加入。マスクは前メンバーが被っていた黒のフェティッシュマスクだったが、「IOWA」以降はジョーカー風/デビル風ペイントのマスクになっている。身長198cm。ボーカルのコリィと共にストーン・サワーでも長年活動していた。
ショーンがエグゼクティブ・プロデューサーとして参加したバンド、downthesunのメンバー、Danny Spainと共に、Atomic Operaというバンドに在籍していた。
フェンダーから、ジェイムス・ルートモデルのテレキャスターが発売されている。マホガニーのボディとEMGのハムバッカーピックアップが特徴。この他にもほぼ同一仕様のストラトキャスターやフェンダー・ジャズマスターがフェンダー・カスタムショップによって製作されている。以前はジャクソン、ポール・リード・スミス等を使用していた。
- ショーン・クラハン (Shawn "Clown" Crahan) #6: パーカッション/コーラス

1995年加入。オリジナルメンバーの一人。バンド・コンセプトにおける中心人物でリーダー。マスクはデビュー前から一貫してピエロをモチーフにしている。またこのマスクから「クラウン」のニックネームで呼ばれている。
ライブ中は激しいパフォーマンスを行い、オジー・オズボーン主催のオズフェストでは毎回のようにカートを乗り回しては警備員に捕まる。元溶接工であり、初期のパーカッションの一部はショーンが製作していた。
40ビロウサマー、マッドヴェイン、downthesunなどのエグゼクティブプロデューサーとしても活動した。またトゥマイサプライズという、スリップノットのサイドバンドの中で一番ポップなバンドでも活動している。インタビューなどでは妻と4人の子供への愛情を示したり知的な雰囲気を醸し出すなど、ステージ上とは違う面を見せている。
- ミック・トムソン (Mick Thomson) #7: ギター

1996年加入。マスクは面長なメタリック/スティール風のデーモンをイメージしたもので初期の頃から一貫している。クワイエット・ライオットのアルバム『メタル・ヘルス』のジャケットと似ている事から度々話題になるが、本人は断固として否定している。
ブラックメタル系のカオティックな演奏を得意とし、常に激しいヘッドバンギングでステージに立つことで知られていたが、近年はどっしりと立って演奏する姿が目立つ。
- コリィ・テイラー (Corey Taylor) #8: ボーカル

1997年加入。初期のマスクはゾンビ風だったが、『All Hope Is Gone』以降はシンプルでスマートなものを基調としている。ストーン・サワーにおいては素顔で活動。
高速でのデスラップを得意としており、難しい単語を多用した歌詞を乗せることが多い。
- アレッサンドロ・ベンチュレラ (Alessandro "Vman" Venturella) V: ベース、キーボード

2014年加入。イタリア系イギリス人で以前はCry For Silenceのリードギタリストを務めていた。またマストドンなどのギターテックをしていた経験がある。ジェイと同じくバンドに加入した当初は正体を伏せられていたが腕の特徴的なタトゥーによって一部メディアにバレてしまった。正体を伏せていた理由についてメンバーのジム・ルートは「二人（ジェイとアレッサンドロ）はまだ正式なメンバーではなかったから。」とインタビューで語っている。
- マイケル・パフ (Michael "Tortilla Man" Pfaff): パーカッション/コーラス/キーボード

2019年加入。アレッサンドロやジェイと同じく加入のアナウンスはなく、しばらく正体も伏せられ、単に新人を意味するニューガイという名前で扱われていた。また、ファンからは加入時のマスクの外観がトルティーヤに似ていたことから「トルティーヤマン（Tortilla Man）」というあだ名で呼ばれていた。
2022年3月、バンドの公式インスタグラムで、正体がマイケル・パフであることが公表された。マイケルはクラウンのバンド、ダーティ・リトル・ラビッツ（Dirty Little Rabbits）でキーボードやオルガンを担当していたメンバーでもあった。
- エロイ・カサグランデ (Eloy Casagrande): ドラム

2024年加入。加入前まではセパルトゥラで2011年から活動していた。

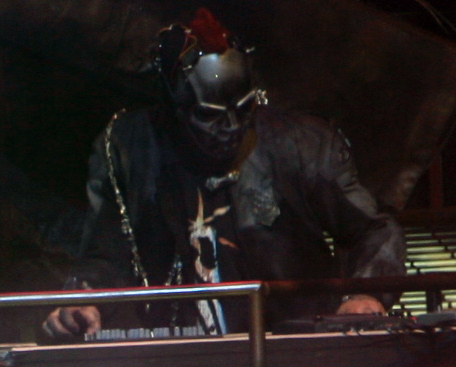
シド・ウィルソン
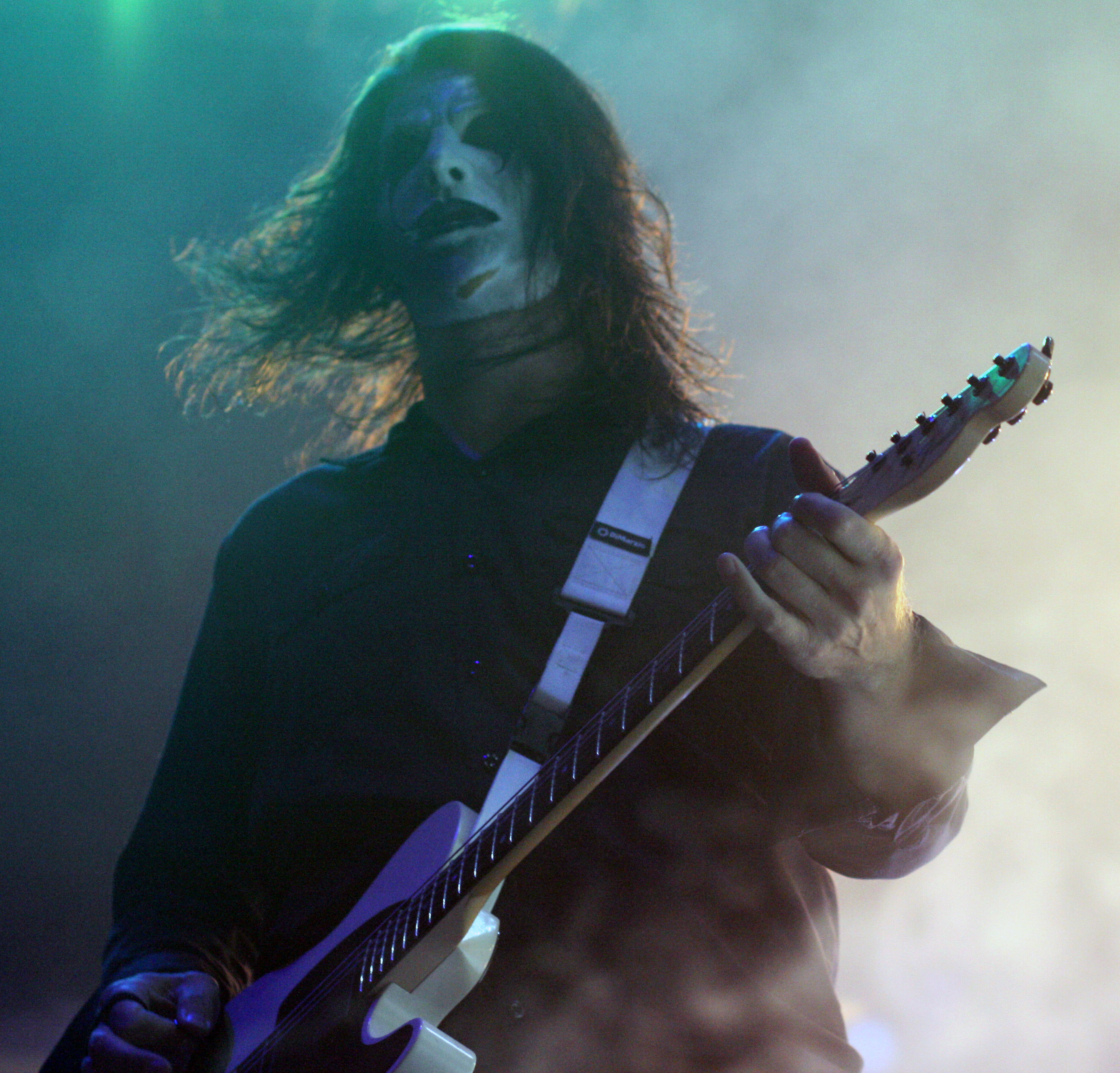
ジェイムズ・ルート
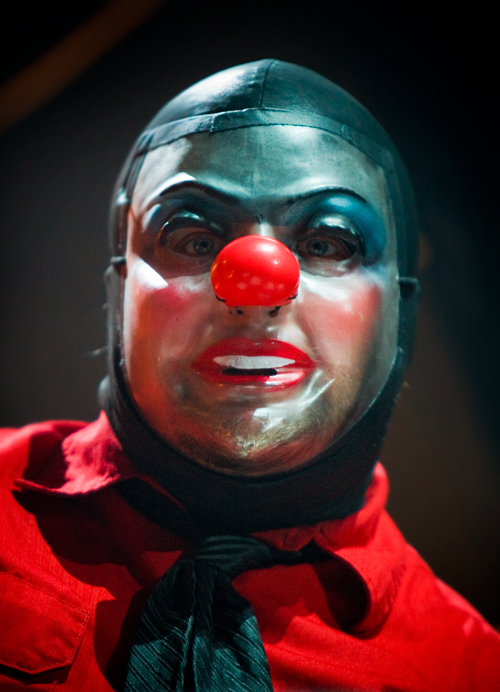
ショーン・クラハン
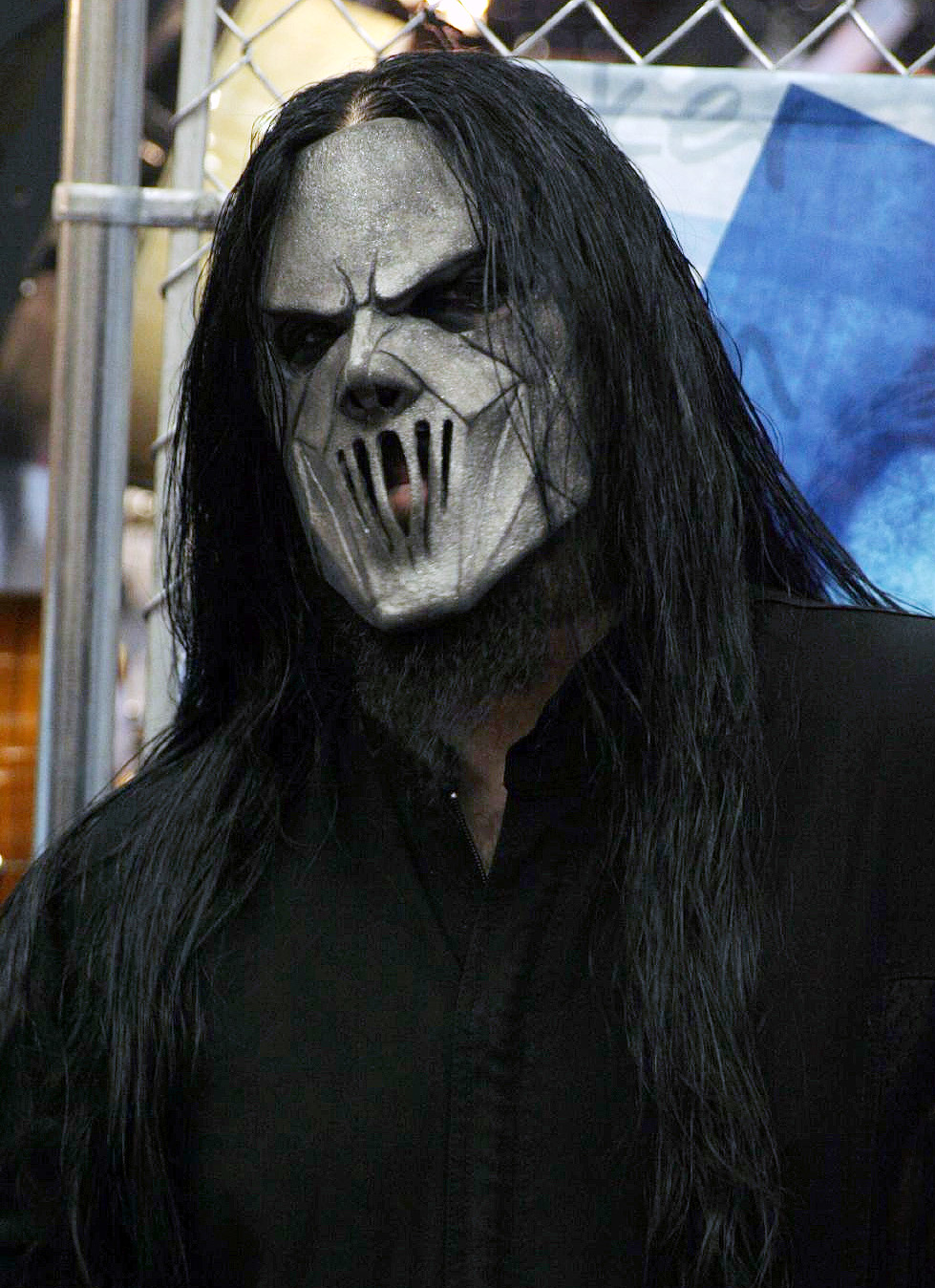
ミック・トムソン
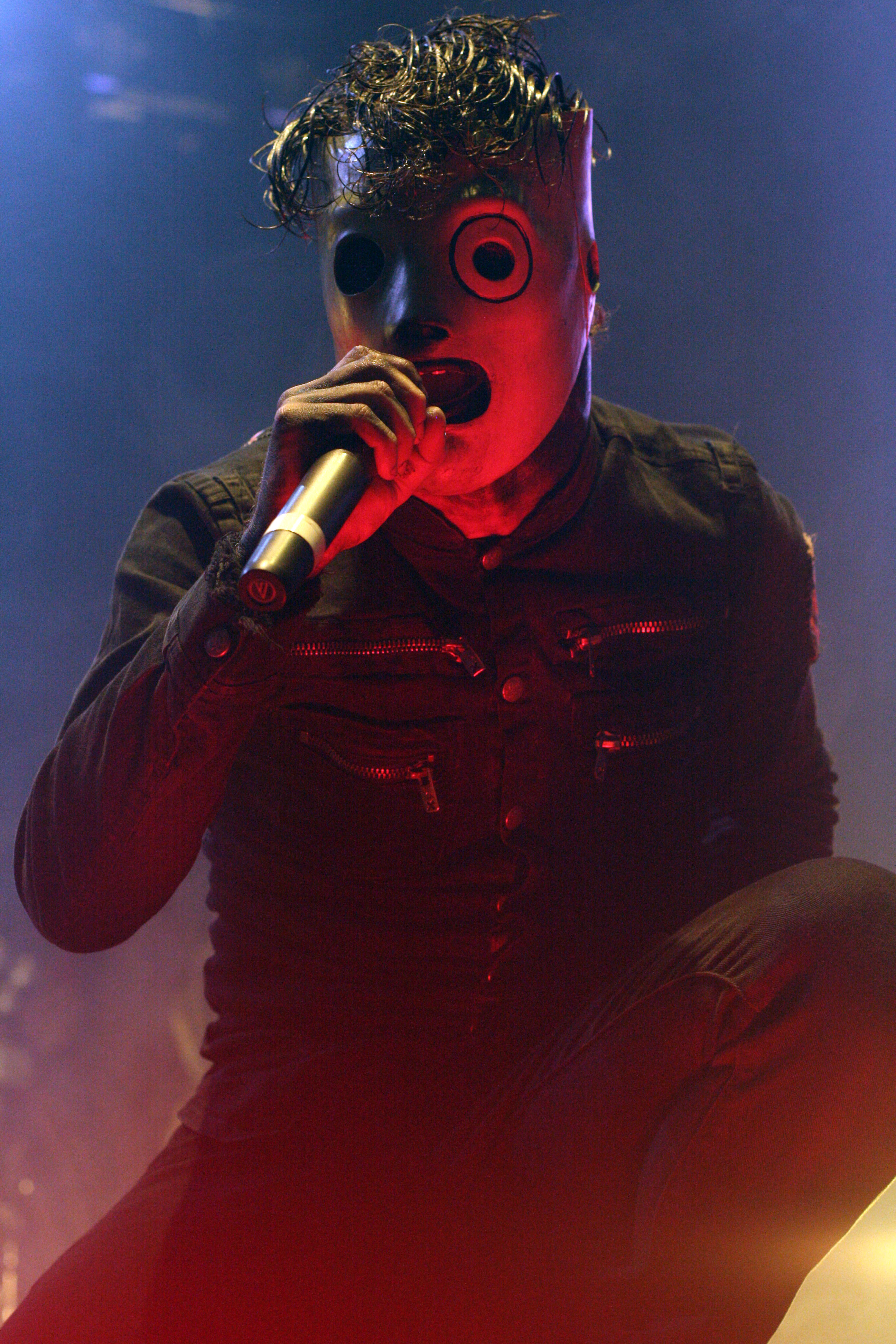
コリィ・テイラー

### 旧メンバー
- ポール・グレイ（英語版） #2: ベース/コーラス

1972年4月8日生まれ。1995年加入。オリジナルメンバーの一人。当初のマスクはブタ型、途中からジェイソンタイプのややシェイプされたもの。大柄だが演奏する際はほとんど上半身を前傾させている。メンバーの中で、唯一ロサンゼルス出身だった（他メンバーはアイオワ州出身）。
温厚な人物で、バンド内のイザコザも諌めていた。またジョーイ・ジョーディソンとは特に仲が良かった。
サイドワークである「F.O.D」でも活躍していた。インディーズ時代は、コリィが加入するまでボーカルを担当しており、その後もライヴで「Spit It Out」の一部を歌っていた。また時折コリィに求められてデスヴォイスを披露する場面も見られた。
左利きでレフティベースを使用、愛用していたアイバニーズのベースはシグネイチャーモデルとして販売されている（日本では右利き用のみ）。
2003年6月1日に車との衝突事故をきっかけとして、交通違反の他大麻やコカイン、その使用器具の所持の容疑で、アイオワ州デモインで逮捕された。
2010年5月24日、アイオワ州デモインのホテルにて死亡しているのがホテル従業員によって発見された。当初、現地捜査官はポール・グレイの遺体には事件性を物語るようなものはなかったと話しており、死因は不明だった。6月21日に地元アイオワ州の警察から検視結果が発表され、モルヒネとフェンタニルによる偶発的過剰摂取によるものとの発表した。その他、重大な心臓病を患っていたことも明らかになった。その翌年のスリップノットのトリビュートライブでは、ポールの番号である「2」をステージの背景に掲げて演奏された。
- ジョーイ・ジョーディソン（英語版） /Nathan Jonas Jordison) #1: ドラム

1975年4月26日生まれ。1995年加入。オリジナルメンバーの一人で、バンド・コンセプトにおける中心人物。一貫して、白塗り/コープス・メイクをイメージしたマスク。
マーダードールズでは素顔のままでギターを担当。脱退後に結成したVIMICとSinsaenumも素顔でドラムを担当している。
体格は小柄な方だが、高速のブラストビートやバスドラムを活かした業界屈指の強烈なドラミングを誇る。中でも楽曲の大部分をブラストビートで演奏する「Eeyore」では激しいテクニックを見ることができた。ライブパフォーマンスでは体を椅子に固定した状態でドラムセットの土台ごと前傾し、さらに180°回転する、大掛かりな機材を用いたドラム・ソロを行っていた。
メタリカのラーズ・ウルリッヒとは親交があり、かつてラーズがツアー中に急病で倒れた際、ジョーイが代理でドラムを叩いたことがある。また、マリリン・マンソンと非常に仲が良く、PVに友情出演した。コーンやミニストリー、ロブ・ゾンビなどのサポート・ドラマーとしても活躍している。
2008年、左足の踵に亀裂骨折を負うが、鎮痛剤投与やカルシウムの補給などを行いながら日本を含むワールドツアーをこなした。
使用するドラムはPearl（以前はOCDPのドラムを使用）、シンバルはパイステを使用している。Pearlからはシグネイチャーモデルのスネアドラムが発売されている。またパイステからはSlipknotモデルのシンバルが登場した。シンバル全体が黒く着色されているのが特徴となっている。スティックは、イーストンアヘッドのシグネイチャーモデルを使用していたが、2008年からはPromarkのシグネイチャーモデルを使用している。イーストンアヘッドは軽量合金に合成樹脂のスリーブを使用したものであったが、Promarkのものは木材(ヒッコリー)に改められている。自身のシグネイチャーモデルのスネアドラムはクレイドル・オブ・フィルス、デヴィルドライヴァー等のバンドも使用しており、その評価は非常に高い。
2013年12月12日、「個人的な理由」でスリップノットを脱退したことがバンド側から発表されたが、本人は脱退を否定していた。2016年に<Metal Hammer Golden Gods Awards>でゴールデン・ゴッド賞を受賞した際、スリップノットを脱退した理由として、脱退直前に「横断性脊髄炎」を患っていたことにより、ドラムがプレイできない状態だったと説明した(その様子をメンバーにはドラッグをやっていると勘違いされ解雇された)。
2021年7月28日、睡眠中に亡くなったと報道された。享年46。
- クリス・フェーン (Chris Fehn) #3: パーカッション/コーラス

1998年加入。マスクは一貫して長い鼻と装飾のある死人風を基調としている。パーカッションでは向かって左側に陣取り、ショーンとともに激しいパフォーマンスを務める。
2019年3月、十分な報酬が支払われていないとバンドを提訴した。同月、解雇をバンド側が発表。
- クレイグ・ジョーンズ (Craig "133" Jones) #5: サンプラー

1996年加入。長く鋭い釘のようなものが突き出たマスクを被っている。公式ウェブサイトや、公式のYouTubeアカウントの管理なども行っている。別名「133MHz」。
メディアなどがインタビューを試みると、必ず口のファスナーを閉めて一言も言葉を発せず、「メンバーで唯一素顔が公開されていない」と噂されるなどミステリアスな存在であり、メイキングビデオなどでも素顔はモザイク処理されている。
2023年6月8日、バンドの公式Twitter（現・X）で脱退が発表されたが、ツイートはすぐに削除され、直後に新メンバーと思われる人物の画像がツイートされている。
- ブランドン・ダーナー (Brandon Darner) #3: パーカッション/コーラス

1998年のみ参加。現在はTo My Surpriseで活動中。クリスのマスクは、元々彼のものである。
- ジェイ・ワインバーグ（英語版）(Jay Wineberg): ドラム

2014年加入。前年に脱退したジョーイの後任としてサポートメンバーとしてツアーに参加していた。ジョーイに引けを取らない高い演奏技術を誇り、2020年には『モダン・ドラマー』誌が選出する、「#1 ロック・ドラマー」に選ばれた。バンドのことは同じくドラマーの父が紹介してくれた。又、彼自身「マゴッツ」と呼ばれる熱狂的なファンで、幼少期にコリィのマスクを模した物を付けているところがビデオで確認されている。
脱退についてバンドは
「過去10年間のジェイ・ワインバーグの献身と情熱に感謝したい。過去3枚のアルバムに貢献してくれて我々もバンドもファンも感謝している。しかし、これまで同様、スリップノットは進化することを意図している。ジェイの幸せを祈るとともに、今後の展開にとても期待している」
と話した。
- ドニー・スティール (Donnie Steele): ギター/ベース

1995年加入。オリジナルメンバーの一人。「Mate.Feed.Kill.Repeat.」に参加。1996年、彼が信仰するキリスト教の教義上の理由でバンドを脱退。ジョーイは後のインタビューで、「自分たちはドニーの脱退を慰留したが、彼の決意は固かった」と語っている。
彼の代役はクレイグを経て、ミックが務めた。ポールの死後、サポートメンバーとして加入したが、ジョーイと同じ時期の前後から今後のツアーへの不参加を表明した。
- アンダーズ・コルセフニ (Anders Colsefni): ボーカル/パーカッション

1995年加入。オリジナルメンバーの一人。「Mate. Feed. Kill. Repeat.」に参加。コリィ加入の1997年までボーカルを務めた。
- ジョシュ・ブレイナード (Josh Brainard) #4: ギター/コーラス

1995年加入。1999年、バンドの人気が高まるにつれ、ツアー等で家族の時間を取れなくなるという理由で脱退。後任のジム・ルートは、加入直後は彼のマスクを着用していた。
- グレッグ・ウェルツ (Greg "Cuddles" Welts) #3: パーカッション/コーラス

1997年加入。オリジナルメンバーの一人。1998年6月10日、ジョーイの姉妹と交際していたことなどで内輪揉めになり、バンドを解雇される。今は自分のタトゥーショップを地元デモインで開き活動している。

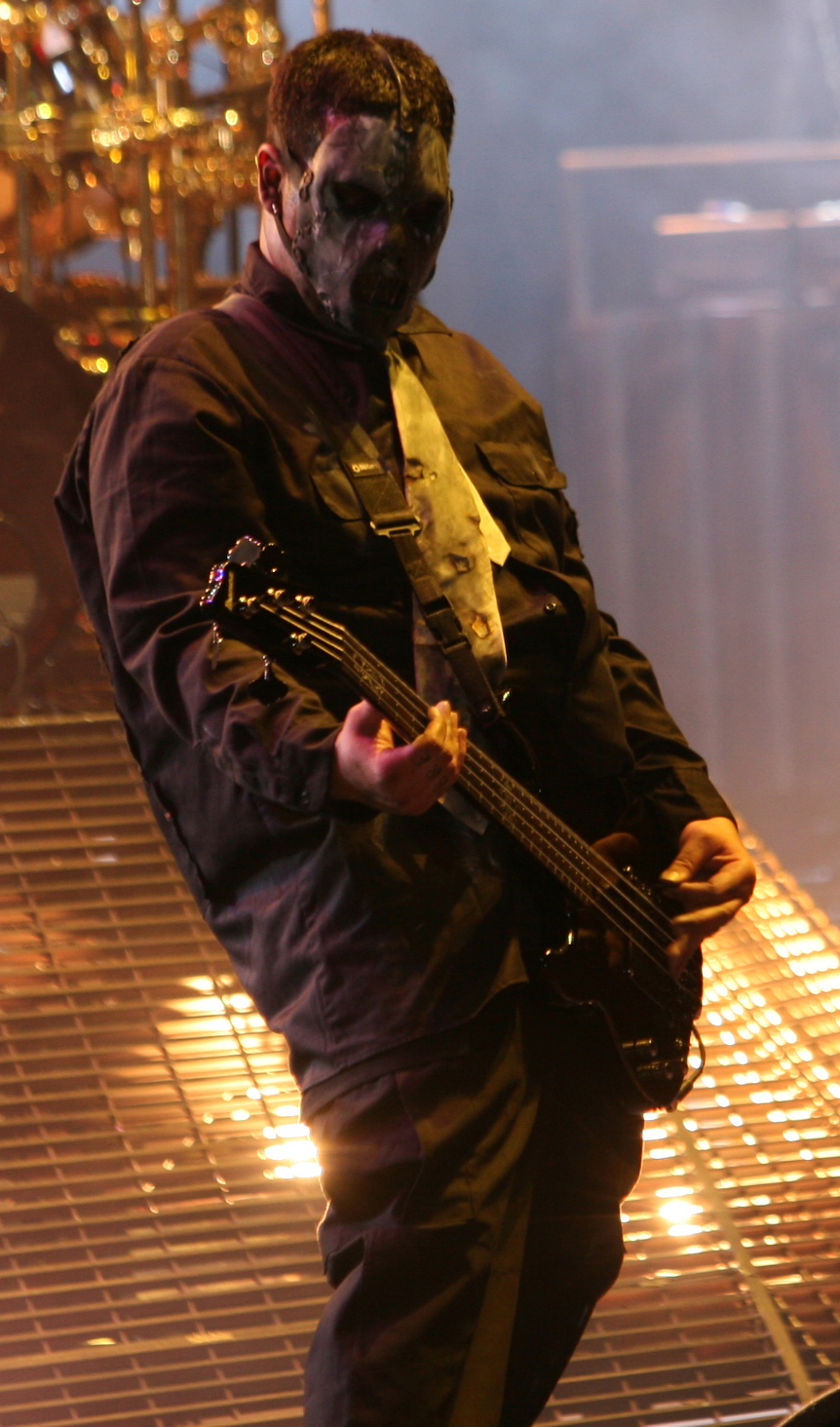
ポール・グレイ
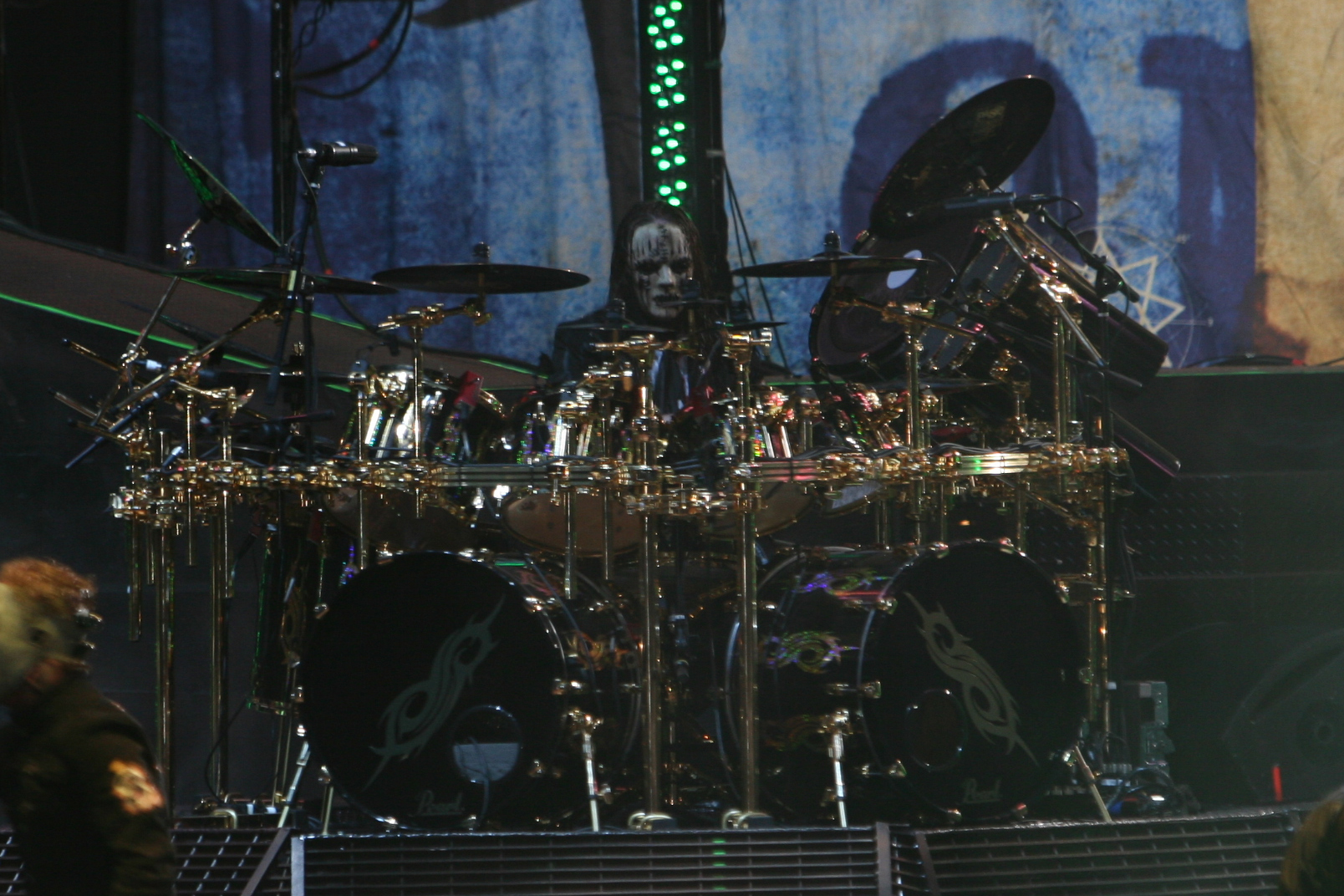
ジョーイ・ジョーディソン
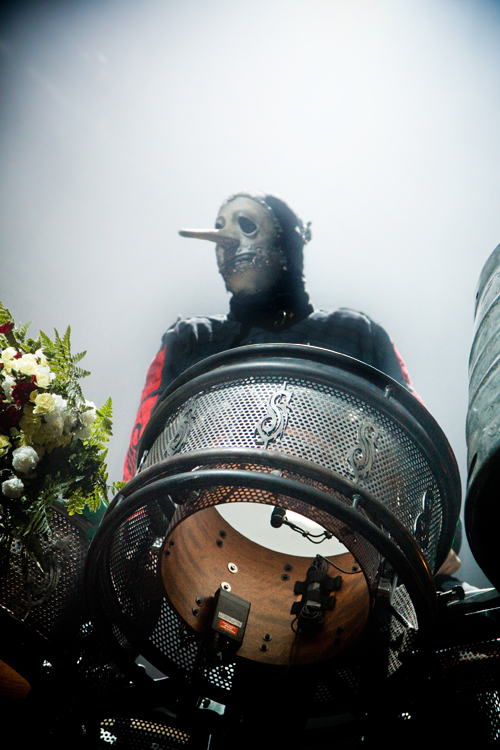
クリス・フェーン
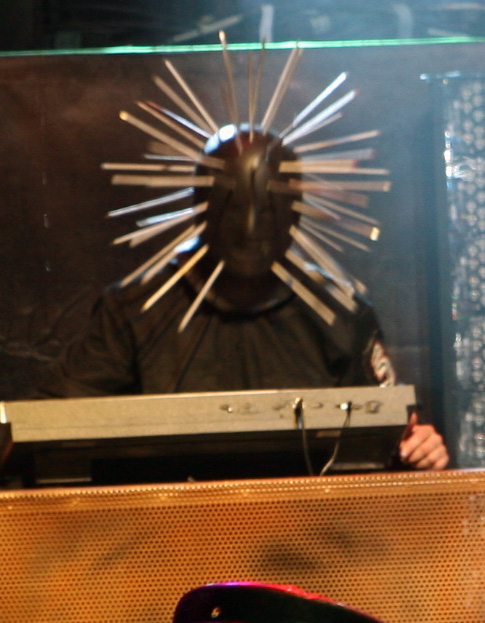
クレイグ・ジョーンズ

## その他
- 日本では最大の敬意と特徴を表して「猟奇趣味的激烈音楽集団」というキャッチコピーが付けられている。
- Slipknotのジャンル区分についてはさまざまな見解がある。これは、スタイル的にニュー・メタル、ミクスチャー・ロック、モダン・ラウド&ヘヴィなどが偏りなく混在しているためである。店頭などではミクスチャーに区分されていることが多い。
- 影響を受けたバンドとしてはMr. Bungle、Faith No More、Kiss、Black Sabbath、Helmet、Slayer、Fear Factory、Godflesh、Skinny Puppy、Neurosis、Judas Priest、Metallica、White Zombie、Led Zeppelin、Beastie Boysなどを挙げている[15][16][17][18]。
- 初期の楽曲制作は、ほとんどをジョーイとポールがメインで作り、それを他メンバーで編曲させる形式を取っていた。
- Slipknotのファンは「Maggots（蛆虫）」と呼ばれる。ライブではバンドの象徴ともいえる個性的なマスクを付けてコスプレをしライブに来る者や、メンバーに自作のマスクを送る熱狂的なファンも多い。
- マスクを被るのを提案したのはコリィで、昔見た映画「ハロウィン」の殺人鬼ブギーマンに由来する。
- バンドロゴ(「S」のアート)はジョーイが担当した。

## ディスコグラフィ

### アルバム
| 年                                        | タイトル                      | アルバム詳細 | チャート最高位 | チャート最高位 | チャート最高位 | チャート最高位 | チャート最高位 | チャート最高位 | チャート最高位 | チャート最高位 | チャート最高位 | チャート最高位 | 認定 |
| 年                                        | タイトル                      | アルバム詳細 | US             | AUS            | AUT            | BEL            | FRA            | GER            | NLD            | NZ             | SWE            | UK             | 認定 |
| ----------------------------------------- | ----------------------------- | --- | -------------- | -------------- | -------------- | -------------- | -------------- | -------------- | -------------- | -------------- | -------------- | -------------- | --- |
| 1999                                      | Slipknot                      | - 発売日: 1999年6月29日 - レーベル: Roadrunner - フォーマット: CD, LP, cassette, digital download - 全米売上: 200万枚 | 51             | 32             | 44             | —              | 175            | 57             | 42             | 49             | 53             | 37             | - US: 2× プラチナ - AUS: プラチナ - CAN: プラチナ - NVPI: ゴールド - UK: プラチナ                                |
| 2001                                      | Iowa                          | - 発売日: 2001年8月28日 - レーベル: Roadrunner - フォーマット: CD, LP, digital download - 全米売上: 100万枚           | 3              | 2              | 8              | 4              | 7              | 4              | 15             | 5              | 10             | 1              | - US: プラチナ - AUS: ゴールド - CAN: プラチナ - GER: ゴールド - UK: ゴールド                                    |
| 2004                                      | Vol. 3: The Subliminal Verses | - 発売日: 2004年5月25日 - レーベル: Roadrunner - フォーマット: CD, LP, digital download - 全米売上: 100万枚           | 2              | 2              | 5              | 6              | 6              | 2              | 14             | 3              | 2              | 5              | - US: プラチナ - AUS: プラチナ - CAN: プラチナ - GER: ゴールド - NZ: ゴールド - UK: ゴールド                     |
| 2008                                      | All Hope Is Gone              | - 発売日: 2008年8月26日 - レーベル: Roadrunner - フォーマット: CD, LP, digital download - 全米売上: 110.6万枚         | 1              | 1              | 2              | 5              | 3              | 2              | 6              | 1              | 1              | 2              | - US: プラチナ - AUS: ゴールド - AUT: ゴールド - CAN: ダイヤモンド - GER: ゴールド - NZ: ゴールド - UK: ゴールド |
| 2014                                      | .5: The Gray Chapter          | - 発売日: 2014年10月21日 - レーベル: Roadrunner - フォーマット: CD, LP, digital download - 全米売上: 32.3万枚         | 1              | 1              | 2              | 12             | 8              | 2              | 13             | 2              | 3              | 2              | - AUS: ゴールド - CAN: ゴールド - UK: シルバー                                                                   |
| 2019                                      | We Are Not Your Kind          | - 発売日: 2019年8月9日 - レーベル: Roadrunner - フォーマット: CD, digital download                                    | 1              | 1              | 3              | 1              | 2              | 2              | 2              | 2              | 4              | 1              | |
| 2022                                      | The End, So Far               | - 発売日: 2022年9月30日 - レーベル: Roadrunner                                                                        |                |                |                |                |                |                |                |                |                |                | |
| "—"は未発売またはチャート圏外を意味する。 |                               | |                |                |                |                |                |                |                |                |                |                | |

### ライヴ・アルバム
| 年   | タイトル                          | アルバム詳細                                                                             | 備考 |
| ---- | --------------------------------- | ---------------------------------------------------------------------------------------- | ---- |
| 2005 | 9.0: Live                         | - 発売日: 2005年11月1日 - レーベル: Roadrunner - フォーマット: CD, digital download      |      |
| 2017 | Day of the Gusano: Live in Mexico | - 発売日: 2017年10月20日 - レーベル: Roadrunner - フォーマット: CD, LP, digital download |      |

### コンピレーション・アルバム
| 年   | タイトル         | アルバム詳細                                                                        | 備考 |
| ---- | ---------------- | ----------------------------------------------------------------------------------- | ---- |
| 2012 | Antennas to Hell | - 発売日: 2012年7月23日 - レーベル: Roadrunner - フォーマット: CD, digital download |      |

### DVD
| No. | タイトル                    | 発売日 | 備考                                                                        |
| --- | --------------------------- | ------ | --------------------------------------------------------------------------- |
| 01  | WELCOME TO OUR NEIGHBORHOOD | 1999年 |                                                                             |
| 02  | DISASTERPIECES              | 2002年 | 2002年2月16日にイギリスのロンドンドックランドアリーナで記録されたライブ映像 |
| 03  | VOLIMINAL: INSIDE THE NINE  | 2006年 |                                                                             |
| 04  | (SIC)NESSES                 | 2010年 |                                                                             |

### シングル
| No. | タイトル           | 発売年 | 備考 | 収録アルバム                   |
| --- | ------------------ | ------ | --- | ------------------------------ |
| 01  | Wait And Bleed     | 2000年 | | SLIPKNOT                       |
| 02  | Spit It Out        | 2000年 | | SLIPKNOT                       |
| 03  | Left Behind        | 2001年 | | IOWA                           |
| 04  | My Plague          | 2002年 | 映画「バイオハザード」の挿入歌。 同映画のサウンドトラックにも収録されている。                                             | IOWA                           |
| 05  | Duality            | 2004年 | | VOL.3: (THE SUBLIMINAL VERSES) |
| 06  | Vermilion          | 2004年 | 映画「バイオハザードII アポカリプス」挿入歌。 この曲をライブで演奏する時、デスマスクを装着することが多い。                | VOL.3: (THE SUBLIMINAL VERSES) |
| 07  | Before I Forget    | 2005年 | ミュージック・ビデオではメンバー全員がマスクを外しているが、 素顔が見えそうで見えないようになっている。                   | VOL.3: (THE SUBLIMINAL VERSES) |
| 08  | The Nameless       | 2005年 | 日本でも発売された。 | VOL.3: (THE SUBLIMINAL VERSES) |
| 09  | The Blister Exists | 2007年 | | VOL.3: (THE SUBLIMINAL VERSES) |
| 10  | Psychosocial       | 2008年 | 映画「パニッシャー: ウォー・ゾーン」挿入歌。劇中ではイントロ部分のみ流れる。 同映画のサウンドトラックにも収録されている。 | ALL HOPE IS GONE               |
| 11  | Dead Memories      | 2008年 | | ALL HOPE IS GONE               |
| 12  | Sulfur             | 2009年 | | ALL HOPE IS GONE               |
| 13  | Snuff              | 2009年 | | ALL HOPE IS GONE               |
| 14  | The Negative One   | 2014年 | | .5: THE GRAY CHAPTER           |
| 15  | The Devil In I     | 2014年 | | .5: THE GRAY CHAPTER           |
| 16  | Custer             | 2014年 | | .5: THE GRAY CHAPTER           |
| 17  | Killpop            | 2015年 | | .5: THE GRAY CHAPTER           |
| 18  | Goodbye            | 2016年 | | .5: THE GRAY CHAPTER           |
| 19  | All Out Life       | 2018年 | 「We Are Not Your Kind」日本盤に収録。米国のプロレス団体WWEのブランドNXTの2019年公式テーマ曲 。                           |                                |
| 20  | Unsainted          | 2019年 | | We Are Not Your Kind           |
| 21  | Solway Firth       | 2019年 | アマゾンプライム限定シリーズ「ザ・ボーイズ」挿入歌。MVにもコラボした内容が見られる。                                      | We Are Not Your Kind           |
| 22  | Birth of the Cruel | 2019年 | | We Are Not Your Kind           |
| 23  | Nero Forte         | 2019年 | | We Are Not Your Kind           |

## 来日公演

### 単独公演
- World Domination Tour（2000年）
  - 2月4日 大阪 BIG CAT
  - 2月6日・7日 東京 渋谷クラブクアトロ
- SLIPKNOT JAPAN TOUR 2001（2001年）
  - 11月14日 名古屋 レインボーホール
  - 11月17日・18日 浦安 東京ベイNKホール
  - 11月20日・21日・22日 大阪 Zepp大阪
    - アメリカ同時多発テロ事件の影響で翌年に延期
- Japanese Iowa Tour 2K2（2002年）
  - 3月18日 名古屋 レインボーホール
  - 3月19日・20日・21日 Zepp大阪
  - 3月23日・24日 浦安 東京ベイNKホール
  - 3月26日 川崎 クラブチッタ川崎
  - 3月27日 東京 Zepp東京
    - Special Guest - AMERICAN HEAD CHARGE（27日）
- The Unholy Alliance Tour 2004 / 2005（2004年）
  -  1月30日 東京 Zepp東京
- The Unholy Alliance Tour 2004 / 2005（2004年）
  - 10月30日・31日 千葉 幕張メッセ 9・10番ホール
  - 11月01日 名古屋 愛知県体育館
  - 11月02日 大阪 大阪城ホール
  - 11月04日 福岡 Zepp福岡
- All Hope is Gone Tour（2008年）
  - 10月08日 名古屋 Zepp名古屋
  - 10月10日・11日 東京 STUDIO COAST
  - 10月14日・15日 大阪 Zepp大阪
  - 10月16日 宮城 Zepp仙台
    - Special Guest - マシーン・ヘッド（16日）

### フェス
- SUMMER SONIC 01（2001年）
  - 8月18日 大阪 WTCオープンエアスタジアム
  - 8月19日 千葉 マリンスタジアム
- SONICMANIA 2004
  - 1月31日 大阪 インテックス大阪
  - 2月01日  千葉 幕張メッセ
    - ニュー・アルバムのレコーディングのため中止
- SUMMER SONIC 2005（2005年）
  - 8月13日 千葉 マリンスタジアム
  - 8月14日 大阪 WTCオープンエアースタジアム
- LOUD PARK 08（2008年）
  - 10月18日 埼玉 さいたまスーパーアリーナ
- Ozzfest Japan 2013（2013年）
  - 5月11日 千葉 幕張メッセ
- Knotfest Japan 2014（2014年）
  - 11月15日・16日 千葉 幕張メッセ
- Knotfest Japan 2016（2016年）
  - 11月5日・6日 千葉 幕張メッセ
- Knotfest Japan 2020（2020年）
  -  3月20日・21日 千葉 幕張メッセ
    - 新型コロナウイルス感染症流行に伴い延期
- Knotfest Japan 2023（2023年）
  - 4月1日・2日 千葉 幕張メッセ